# 設城的九月
《設城的九月》（英語：Septembers of Shiraz）是一部2015年美國劇情片，由韋恩·布萊爾執導，漢娜·韋格（Hanna Weg）編劇。該劇改編自達莉亞·索弗2007年的小說《設城的九月》。該片由阿德里安·布羅迪、莎瑪·海耶克、索瑞·安達斯魯、安東尼·阿齊茲（Anthony Azizi）、巴沙爾·拉哈爾和阿隆·阿布布爾主演。由動量影業於2016年6月24日發行。

## 製作
2014年2月7日，薩爾瑪·海耶克和索瑞·安達斯魯加入演員陣容。2014年4月9日，艾德里安·布洛迪加入演員陣容。主要拍攝於2014年6月9日在保加利亞開始。

## 迴響
根据評論匯總网站爛番茄汇总的13篇评论文章，31%的评论家给予该作正面评价，平均打分为4.2分（满分10分）
在Metacritic上，5位影評人共給予了16分的分數（滿分100分），這部電影獲得了「壓倒性反感」。

## 外部連結
- 互联网电影数据库（IMDb）上《設城的九月》的资料（英文）
- 豆瓣电影上《設城的九月》的資料 （简体中文）